# GlobalTrade.net
GlobalTrade.net は国際貿易協会連盟（FITA）のオンラインサービス部門であるFITA Onlineが運営するウェブサイトで、米国商務サービス 、英国貿易投資総省、ThomasNet、アリババグループ（Alibaba.com）、コンパス（Kompass）およびその他のパートナー組織が協賛している。
GlobalTrade.netは国際貿易の専門家がその分野に精通した記事を投稿でき、編集チームが投稿コンテンツのすべてを精査するナレッジリソースである。コンテンツには国際貿易の専門家による分析、市場調査、ヒント、政府公式報告書、国別情報、専門家の見解、オンラインセミナー、ニュース配信、ビデオチュートリアル、およびプレゼンテーションが含まれる。専門家によるコンテンツ投稿に加え、GlobalTrade.netには輸出入関係者に有益とされる国際貿易サービスプロバイダーの無料データベースが掲載されている。国際貿易サービスプロバイダーには、国際マーケティングコンサルタント、貿易金融会社、銀行、フォワーダー、品質管理会社、弁護士、会計士、通関業者、国際貿易インストラクター、国際業務のための保険会社が掲載されている。 GlobalTrade.netでは国際貿易サービスプロバイダーがプロフィールを作成でき、国際貿易市場とのコンタクトを促進させている。GlobalTrade.netは2010年11月15日に立ち上げられた。

## 輸出入パートナー組織
- TABID （トルコ米国ビジネス向上開発協議会）
- ELAN  （輸出法務支援ネットワーク）
- NASBITE International （国立小企業国際貿易指導者協会）
- OWIT （国際貿易女性機構）
- NEXCO (国立輸出商社協会）
- VITA （バレー国際貿易協会）
- ニューオーリンズ世界貿易センター
- FITT （国際貿易トレーニング評議会）

## 輸出入情報
GlobalTrade.netは貿易関係者が世界の貿易サービスプロバイダーや関連情報を検索できるよう支援している。同ウェブサイトのサービスプロバイダーのカテゴリーには、法律、貿易支援機関、運輸・物流、税務会計、マーケティング・通信、販売・流通、旅行サービスに分けられている。GlobalTrade.netは米国商務サービス、米国農務省海外農業局、カナダ農務農産食品省、英国貿易投資総省、およびその他のパートナー組織が作成した国際レポートを公開している。FITAはさらに欧州国際ビジネス協会をはじめとする複数の国際経営教育機関とのパートナーシップを結んでいる。これらの機関からのレポートの公開により、企業の輸出機会が促進されることを意図している。また、国別の市場調査や各国の貿易市場へのアプローチ方法のアドバイスも提供している。 

## 輸出入サービスプロバイダーのデータベース
世界の貿易サービスプロバイダーは誰でもプロフィールを作成でき同グローバルデータベースに登録できる。貿易関係者は国際マーケティングコンサルタント、貿易金融会社、銀行、フォワーダー、品質管理会社、弁護士、会計士、通関業者、国際貿易インストラクター、国際業務のための保険会社等の各専門家を選択できる。

## 企業間取引サービスセクターのウェブサイト
CompanéoやQuotatis (フランスで運営されている。欧州諸国に特化)、BuyerZone （米国）および QuinStreet （米国） 等の企業が、幅広いカテゴリーによる企業間電子商取引（B2B）サービスを活発に提供している。このような市場が存在するものの提供情報は国内に限定されている。CompanéoやQuotatisは欧州諸国を手広く取り扱っているが、1国ごとに1つのサイトしか運営していない。企業間の国際貿易サービス取引は、目下のところ世界のサービスプロバイダーや貿易会社にリンクしている唯一のオンライン市場のGlobalTrade.netとともに必要不可欠な隙間市場である。
GlobalTrade.netはアリババ・グループ（Alibaba.com）、コンパス、Thomasnetという3つのB2B市場とのパートナーシップ合意に署名し、これら企業はbridgat.com（2010年11月）で世界1位、13位、18位にそれぞれランクインしている。

## 参照
1. ↑  http://www.globaltrade.net
2. ↑  http://www.fita.org
3. ↑  http://www.export.gov/CSPartners/eg_main_017393.asp
4. ↑  http://www.globaltrade.net/partners.html
5. ↑  http://www.bridgat.com/B2B_Directories